# Holsted (stacja kolejowa)
Holsted (duń. Holsted Station) – stacja kolejowa w miejscowości Holsted, w regionie Dania Południowa, w Danii. Znajduje się na linii Lunderskov – Esbjerg i obsługuje pociągi regionalne Danske Statsbaner.

## Linie kolejowe
- Linia Lunderskov – Esbjerg